# C/1864 O1 Donati-Toussaint
La cometa C/1864 O1 Donati-Toussaint è una cometa non periodica scoperta il 23 luglio 1864 dagli astronomi italiani Giovanni Battista Donati e Carlo Toussaint.